# Acmopolynema indochinense
Acmopolynema indochinense är en stekelart som först beskrevs av Soyka 1956.  Acmopolynema indochinense ingår i släktet Acmopolynema och familjen dvärgsteklar. Inga underarter finns listade i Catalogue of Life.